# Ulvik
Ulvik es un municipio ubicado en el condado de Hordaland, Noruega. El municipio se extiende desde Hardangerfjord hasta los montes, con una altitud de 1.800 metros sobre el nivel del mar. El centro administrativo del municipio es el pueblo de Ulvik. Los pueblos de Osa y Finse también están situados en el municipio de Ulvik.
De la población total del municipio, 1.094 habitantes en 2014, la mayor parte, 646, son residentes y vive en el pueblo de Ulvik, en el extremo de Ulvikafjorden. La gran mayoría de los que no viven en el pueblo de Ulvik viven en granjas en el entorno o en los límites de Osafjorden, en el pueblo de Osa.

## Información general

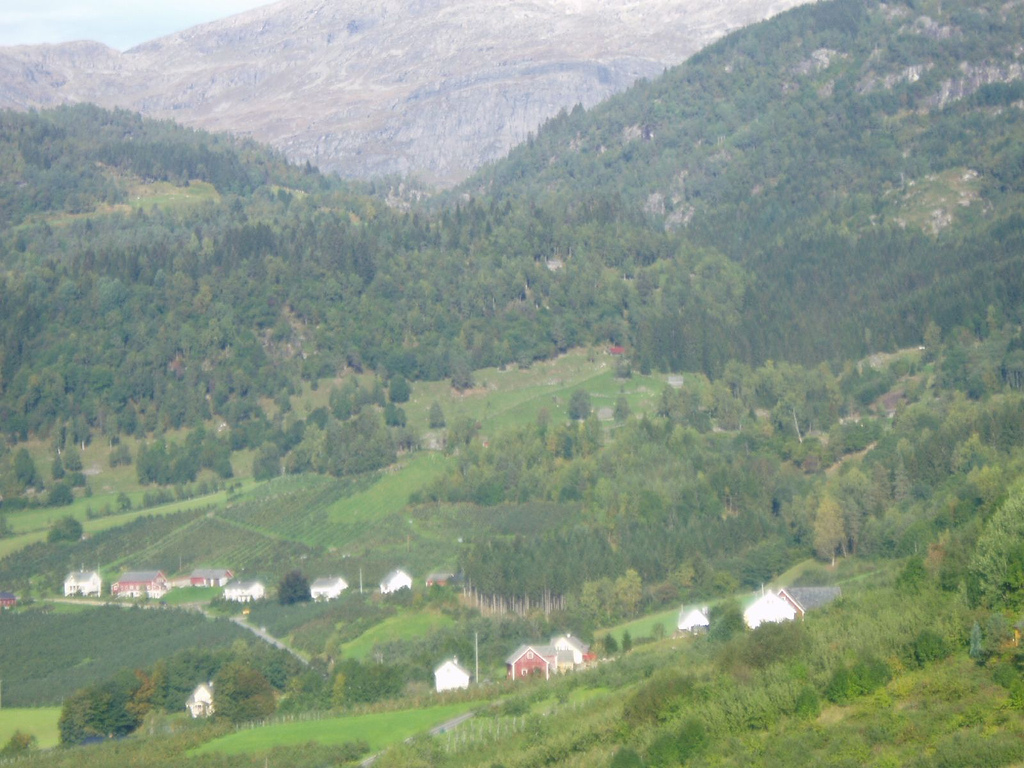
Vista de Torblå y Lekve

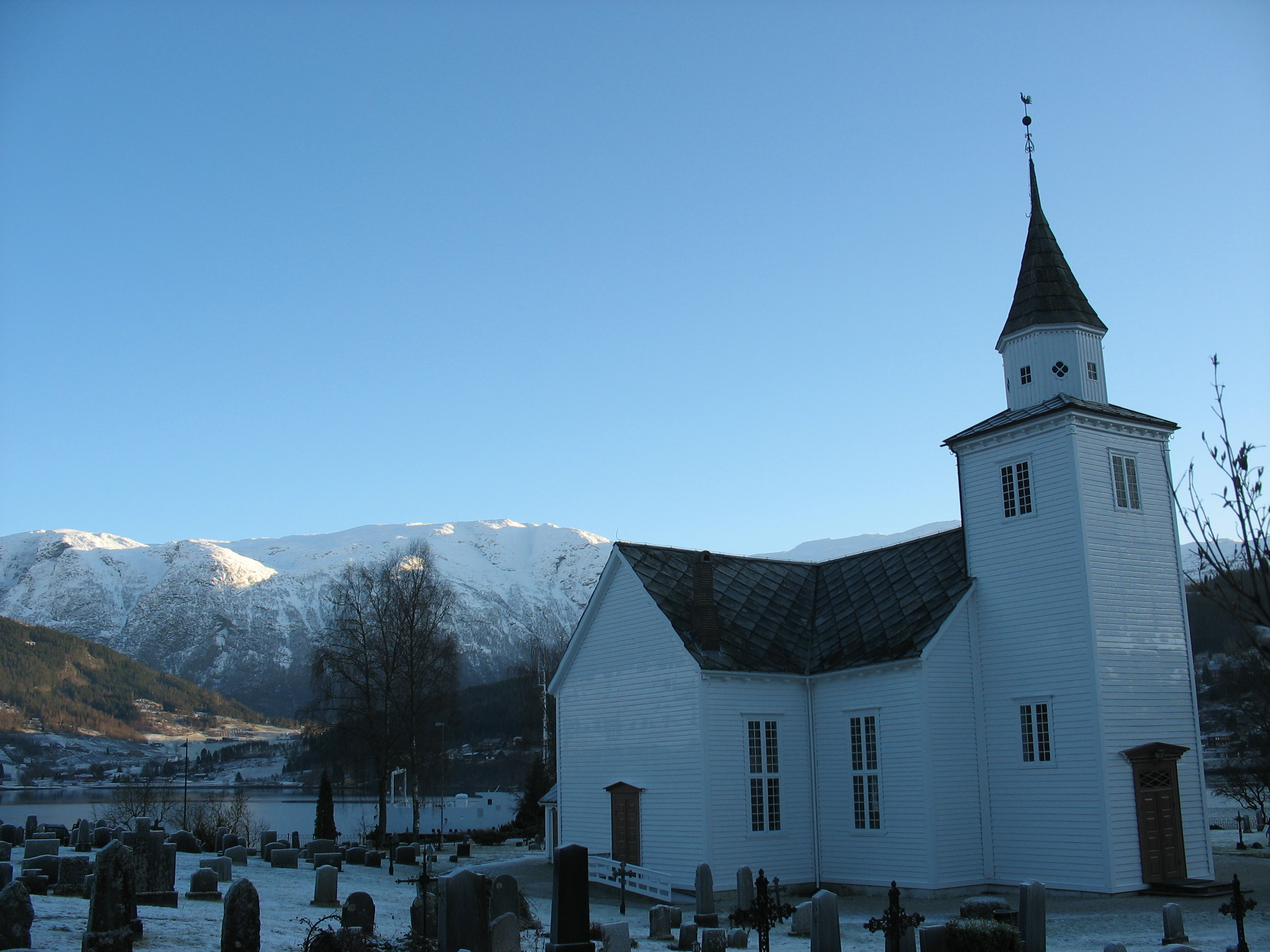
Vista de la iglesia de Ulvik

El distrito de Graven (posteriormente "Granvin") se constituyó como municipio el 1 de enero de 1838 (ver formannskapsdistrikt).  Este gran municipio/distrito incluía dos anexos: Ulvik y Eidfjord. El 1 de enero de 1859, Ulvik se convirtió en el distrito principal, haciendo de Granvin y Eidfjord dos localidades anexas a Ulvik, y el nombre de todo el municipio se cambió de Granvin a Ulvik.
El 1 de mayo de 1891, el anexo occidental de Graven (con una población de 1.331 habitantes) y el anexo del sudeste Eidfjord (con una población de 1.018 habitantes) se separaron de Ulvik para formar municipios independientes. Esto redujo considerablemente el tamaño de Ulvik, con una población residente de 1.410 habitantes. En 1895, una pequeña área de Eidfjord (de 3 habitantes) fue transferida a Ulvik.

### Nombre
El municipio (originalmente el distrito) toma su nombre de la vieja granja "Ulvik" (nórdico antiguo: Ulfvík), donde se erigió la primera iglesia Ulvik. El primer elemento es ulfr, que significa "lobo" y el segundo elemento es vík, cuyo significado es "cala, ensenada" o "mecha".

### Escudo de armas
El escudo de armas es moderno, habiendo sido concedido el 19 de diciembre de 1986. Es rojo con una figura amarilla en el centro de las armas. La figura es un diseño tradicional que puede verse en el arte folk y en textiles locales tradicionales. Este patrón puede encontrarse en la artesanía local desde el siglo XVI y es similar al estampado en rosetas selburose. Esta figura se utiliza también en el bunad, traje tradicional de Ulvik.

### Iglesias
La Iglesia de Noruega tiene una parroquia (sokn) dentro del municipio de Ulvik. Es parte del deanato Hardanger og Voss, en la Diócesis de Bjørgvin.
| Parroquia (Sokn) | Nombre de la iglesia | Ubicación de la Iglesia | Año de construcción |
| ---------------- | -------------------- | ----------------------- | ------------------- |
| Ulvik            | Ulvik Iglesia        | Ulvik                   | 1859                |

## Geografía
El municipio está situado alrededor de las ramas noreste de Hardangerfjord: Osafjorden y Ulvikafjorden, extendiéndose hasta la altiplanicie de Hardangervidda.  El extremo septentrional del glaciar Hardangerjøkulen está en Ulvik. Las áreas de Finse y Hallingskeid se localizan justo al sur del Parque nacional Hallingskarvet, que cuál se encuentra parcialmente dentro de Ulvik e incluye los montes Hallingskarvet. El municipio de Ulvik hace frontera con los municipios de Granvin, Eidfjord, Ullensvang, Voss, Aurland, y Hol. Los lagos de la región incluyen el Finsevatnet y el Flakavatnet. El nacimiento del río Flåmselvi se ubica asimismo en Ulvik.

## Historia

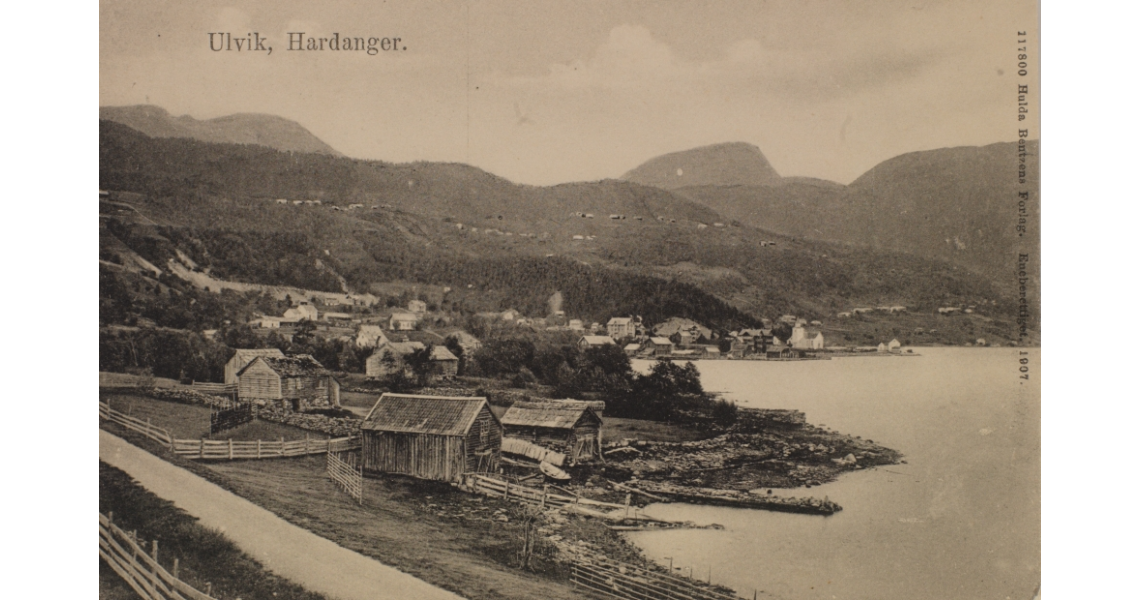
1907 postal de Ulvik, por Hulda Marie Bentzen

Tras la disolución de la unión entre Noruega y Suecia en 1905, Ulvik fue uno de los pocos municipios que votó en su mayoría a favor de una república más que de una monarquía en el referéndum nacional que se celebró al respecto.
El pueblo de Ulvik fue prácticamente destruido el 25 de abril de 1940, durante la invasión alemana de Noruega, cuando estalló la batalla entre las tropas alemanas que llegaban en barcas y una fuerza noruega de infantería. La mayoría del pueblo quedó arrasado por un incendio y tres civiles fueron asesinados. Un número desconocido de soldados alemanes murió en esta batalla.

## Gobierno

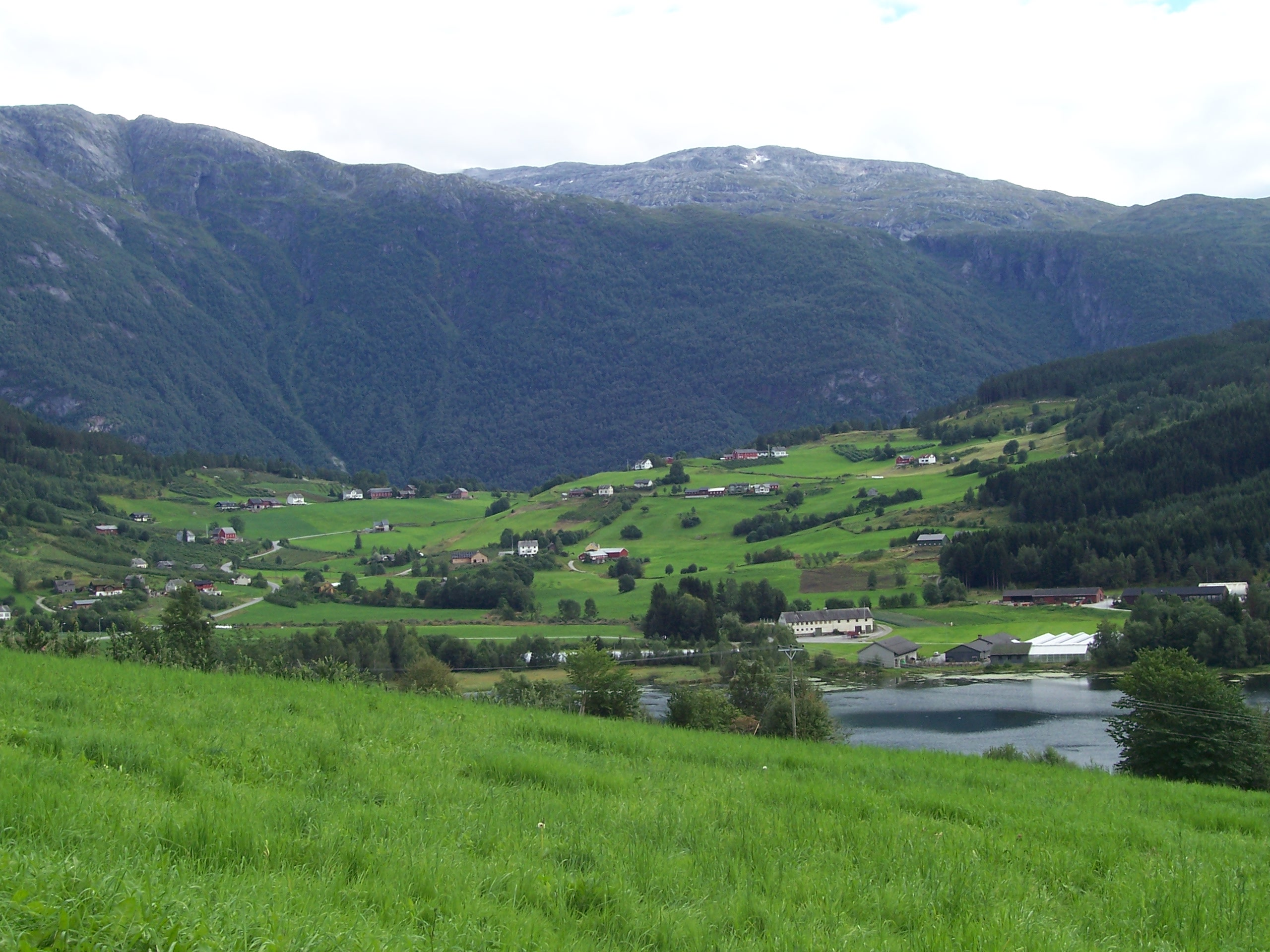
Vista del pueblo de Ulvik y área circundante

Todos los municipios en Noruega, incluyendo Ulvik, asumen la educación primaria (hasta el 10.º grado), los servicios de salud, los servicios para la tercera edad, desempleados, así como otros servicios sociales, la reglamentación de urbanismo, el desarrollo económico y las carreteras municipales. El municipio está gobernado por un consejo municipal de representantes electos, quienes, a su vez, eligen un alcalde.

### Consejo municipal
El consejo municipal (kommunestyre) de Ulvik está compuesto por 17 representantes que se eligen cada cuatro años.

## Transporte
Toma alrededor dos horas conducir de la ciudad de Bergen a Ulvik a través de la carretera ruta europea E16 a Vossevangen, tomando después la Carretera Nacional noruega 13 a través del túnel Vallavik a Ulvik. La Carretera Nacional noruega 13 continúa a través de Ulvik antes de cruzar el Puente Hardanger que va discurre sobre el Hardangerfjord. El aeropuerto más cercano es el Aeropuerto Bergen Flesland, en Bergen.
Las líneas de ferrocarril de Bergensbanen discurren a través de la zona norte de Ulvik. Atraviesa una región que no tiene accesos por carretera, pero es un lugar popular para excursionistas y entusiastas del deporte. La estación de ferrocarril en Finse en Bergensbanen con una elevación de 1.222 metros, es la estación más alta del trazado de ferrocarriles noruego. El túnel Finse, justo a las afueras de Finse, es uno de los túneles de ferrocarril más largos de Noruega. La "carretera" Rallarvegen es una carretera histórica que sigue el la línea de ferrocarril Bergensbanen a través de Ulvik. Es una ruta para recorrer en bicicleta o para caminatas.  Ulvik también es visitado durante el verano por numerosos cruceros extranjeros que viajan por el fiordo.

## Residentes famosos
- Terje Breivik (1965-), político
- Olav H. Hauge (1908–1994), poeta
- Lars Osa (1860–1958), artista y músico
- Lars Sponheim (1957-), político